# Järnkällan Ottsjön
Järnkällan Ottsjön este o arie protejată (arie specială de conservare — SAC, sit de importanță comunitară — SCI) din Suedia întinsă pe o suprafață de 2,9 ha, integral pe uscat.

## Localizare
Centrul sitului Järnkällan Ottsjön este situat la coordonatele 63°46′10″N 14°51′33″E / 63.7694°N 14.8592°E.

## Înființare
Situl Järnkällan Ottsjön a fost declarat sit de importanță comunitară în ianuarie 2002 pentru a proteja 1 specie de animale. Situl a fost protejat și ca arie specială de conservare în martie 2011.

## Biodiversitate
Situată în ecoregiunea boreală, aria protejată conține 3 habitate naturale: Izvoare petrifiante cu formare de travertin (Cratoneurion), Mlaștini alcaline, Taiga vestică.
La baza desemnării sitului se află o specie protejată de  nevertebrate: Vertigo genesii.